# 李臺 (乾隆進士)
李臺（?—?），字笠山，贵州黃平人，清朝政治人物、同進士出身。
乾隆二十五年（1760年）庚辰科進士，三甲四十名，改翰林院庶吉士，散館授編修，官至通政使。著有《黃平州志》十二卷。